# Канч
Канч (вірм. Կանչ) — село в марзі Арагацотн, на заході Вірменії. Село розташоване за 18 км на захід від міста Талін, за 3 км на схід від села Акко та за 10 км на захід від села Татул.